# Jeux olympiques de la jeunesse d'été
Les Jeux olympiques de la jeunesse d'été sont des jeux réservés aux personnes âgés de 14 à 18 ans, créés par le Comité international olympique (CIO) lors de sa 119e session, qui a eu lieu à Guatemala du 4 au 7 juillet 2007.
Ces JOJ d'été ont lieu tous les 4 ans, les années des Jeux olympiques d'hiver. La première édition a eu lieu en 2010 à Singapour.

## Caractéristiques des Jeux olympiques de la jeunesse d'été

### Format
Les Jeux olympiques de la jeunesse d'été durent 12 jours, avec un maximum de 3 200 athlètes et 800 officiels. Tous les sports du programme des Jeux olympiques d'été de 2012 sont inclus dans le programme sportif des JOJ d'été, avec cependant un nombre restreint de disciplines et d'épreuves. Les athlètes sont répartis en catégories d'âges : 14-15-16 ans et 17-18 ans par exemple. Il est également prévu d'intégrer des disciplines dites de jeunes, et ne figurant pas au programme des Jeux olympiques.

## Éditions
| Édition | Année | Ville et pays hôte      | Date                     | Nation            | Athlètes          | Athlètes          | Athlètes          | Sports            | Épreuves          |                   |
| Édition | Année | Ville et pays hôte      | Date                     | Nation            | Total             | Hommes            | Femmes            | Sports            | Épreuves          |                   |
| ------- | ----- | ----------------------- | ------------------------ | ----------------- | ----------------- | ----------------- | ----------------- | ----------------- | ----------------- | ----------------- |
| I       | 2010  | Singapour, Singapour    | 14 — 26 août             | 205               | 3 531             | —                 | —                 | 26                | 201               |                   |
| II      | 2014  | Nankin, Chine           | 16 — 28 août             | 201               | 3 600             | —                 | —                 | 28                | 222               |                   |
| III     | 2018  | Buenos Aires, Argentine | 6 — 18 octobre           | 206               | 3 998             | —                 | —                 | 32                | 239               |                   |
| IV      | 2026  | Dakar, Sénégal          | 31 octobre — 13 novembre | événement à venir | événement à venir | événement à venir | événement à venir | événement à venir | événement à venir | événement à venir |

### Autres articles
- Jeux olympiques de la jeunesse
- Jeux olympiques de la jeunesse d'hiver
- Comité international olympique
- Comité national olympique et sportif français
- Liste des codes pays du CIO
- Sports olympiques